# Kukës (stad)
Kukës ([kukəs]; bepaalde vorm: Kukësi) is een gemeente (bashki) in Noordoost-Albanië, met daarbinnen de gelijknamige stad. De gemeente telt 48.000 inwoners (2011) en is de hoofdplaats van de Kukës-prefectuur, dat grenst aan Kosovo. 
Kukës ligt in de Albanese Alpen, bij de oorsprong van de rivier Drin, waar de Witte Drin en de Zwarte Drin samenkomen. De oorspronkelijke stad verdween medio 20e eeuw onder water toen hier een stuwmeer werd aangelegd.
De stad is buiten Albanië bekend geraakt omdat ze tijdens de Kosovo-oorlog in de jaren 1990 onderdak bood aan ruim 500.000 vluchtelingen. Naar aanleiding daarvan is Kukës in 2000 genomineerd voor de Nobelprijs voor de Vrede.

## Geschiedenis

### Tot de negentiende eeuw
Er zijn sporen van menselijke bewoning uit het Neolithicum. Na de Romeinen die de regio rond Kukës als een plek van ontspanning beschouwden waren het in de Middeleeuwen plaatselijke heren die het gebied controleerden zoals leden van de Dukagjin-clan. In de eeuwen die volgden waren er verschillende Servische, Montenegrijnse, Bulgaarse, Turkse en Oostenrijks-Hongaarse invasies. 

### De stad tijdens het ontstaan van Albanië
In de negentiende eeuw was de regio een haard van verzet tegen de overheersers en een centrum van nationalisme. Dit nationalisme leidde uiteindelijk tot de Albanese onafhankelijkheidsverklaring (1912). Op 11 oktober 1911 de eerste Albanese school geopend in het dorp Kolesjan in de regio Kukës. In de periode van 9 november tot 6 december 1912 woedde in de omliggende berggebieden een felle strijd tegen de binnenvallende Servische legers. In oktober 1913 doodde het Servische leger honderden onschuldige dorpelingen in en om Kukës. In 1922 werd in Krumë het internaat "Kosova" geopend, waar veel studenten uit Kosovo, Kukës, Tropoja en Hasi studeerden en dat in 1973 werd uitgeroepen tot bijzonder onderdeel van het Albanese culturele erfgoed. Het anti-Servische verzet bleef actief tot 1921 waarna in 1924 een revolutie volgde. In 1925 werd Kukës (in plaats van Krumë) het centrum van de prefectuur Kosovo.

### Fascisme, communisme en opbouw
Tussen 1939 en 1944 was de regio Kukës net als de rest van  Albanië door de fascistische Italiaanse en Duitse regimes bezet. Tussen 1944 en 1990 was de regio Kukës, zoals heel Albanië, onderworpen aan het gecentraliseerde systeem van het communisme. In maart 1962 werd besloten om het oude Kukës op te geven en een nieuwe stad Kukës te bouwen. In augustus 1978 werd het oude Kukës onder water gezet en ontstond het Fierzë-stuwmeer voor de Fierzë-waterkrachtcentrale. In 1978 werden twee grote bruggen ingewijd, over de beide delen van de Drin, die de stad Kukës met Tirana en Has gingen verbinden. 

### Democratie en vluchtelingen
Nadat in december 1990 in het hele land anticommunistische demonstraties plaatsvonden en studenten van de Universiteit van Tirana de Democratische Partij van Albanië hadden opgericht, kwam er ook een afdeling van de Democratische Partij in Kukës (1991).
Op 27 maart 1999 vluchtten vele duizenden Kosovaren naar Kukës tijdens de oorlog tussen Kosovo en Servië. De inwoners namen deze vluchtelingen op in hun huizen en scholen, en beschermden hen zo tegen de Serven. Om deze reden werd begin 2000 de stad Kukës genomineerd voor de Nobelprijs voor de Vrede. Kukës was daarmee de eerste stad ter wereld die voor een dergelijke prijs werd voorgedragen.

## Geografie

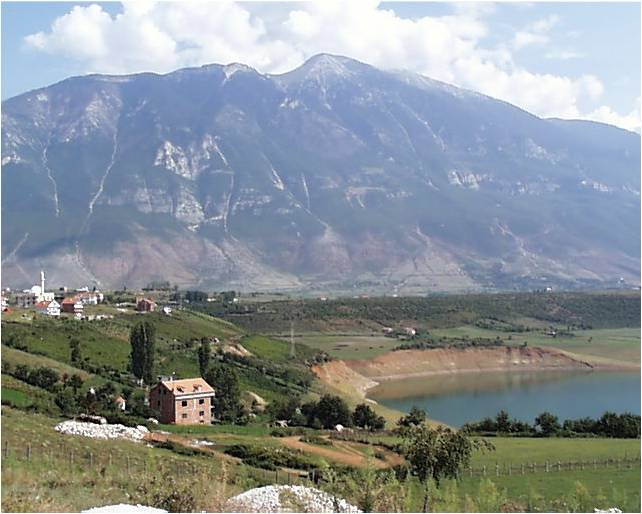
De berg Gjallica en een deel van het Fierzëmeer bij Kukës

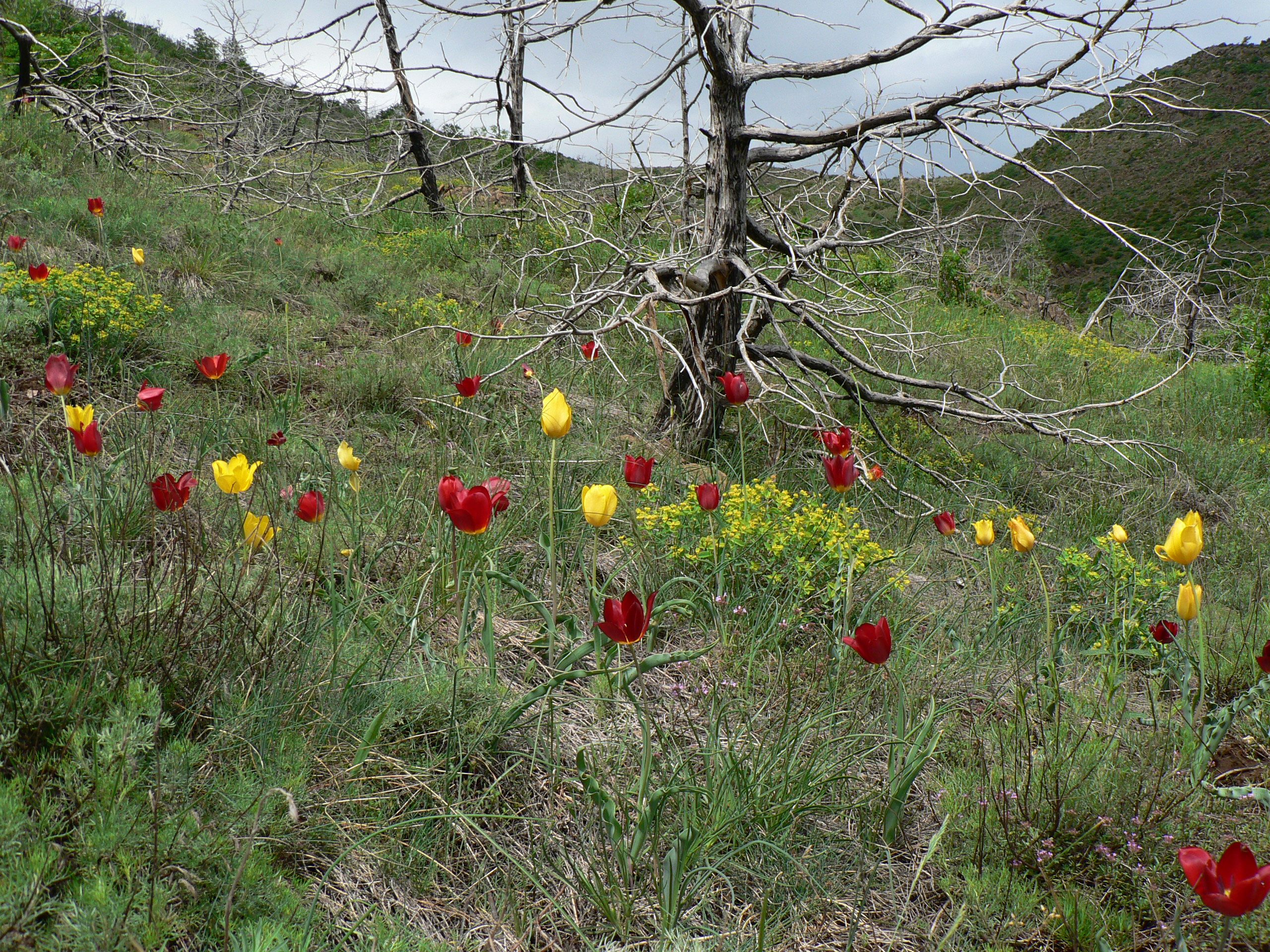
De Albanese tulp

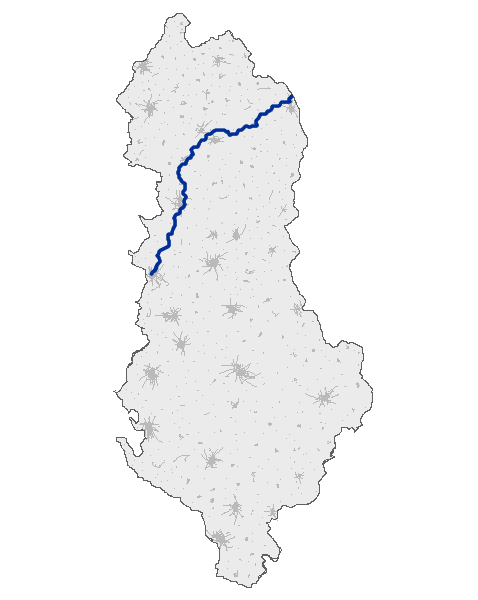
De route van de autoweg Morine-Durrës

Kukës ligt in het noordoosten van het land in de Albanese Alpen, omsloten door bergen als Gjallica in het zuiden, Koritnik in het oosten en Pashtrik in het noordoosten, en aan de oevers van het Fierzëmeer. Het heeft lange tijd geïsoleerd gelegen van de rest van het land.
Het klimaat is  vochtig subtropisch.
In de gemeente groeit de endemische en beschermde Albanese tulp ('Tulipa albanica'), die ernstig bedreigd wordt door de mijnbouwactiviteiten.

## Economie
In de gemeente bestaat de bedrijvigheid uit de productie van landbouwproducten, tapijten en alcoholische dranken en verwerking van koper. In de berggebieden en vlaktes vindt mijnbouw en landbouw plaats.  De even buiten de stad gelegen luchthaven wordt extensief gebruikt. De bouw van deze luchthaven begon in 2003, deels gefinancierd door de Verenigde Arabische Emiraten en is in 2006 voltooid. De luchthaven wordt wegens afspraken tussen de luchthaven van Tirana en de Albanese regering niet gebruikt voor lijnvluchten van en naar Kukës.
In 2009 is de snelweg Durrës - Kukës - Morinë geopend die Kosovo met Tirana en de havenstad Durrës verbindt.

## Bestuurlijke indeling
Administratieve componenten (njësitë administrative përbërëse) na de gemeentelijke herinrichting van 2015 (inwoners tijdens de volkstelling 2011 tussen haakjes):
Arrën (462) • Bicaj (5631) • Bushtricë (1486) • Gryk-Çajë (1440) • Kalis (827) • Kolsh (1250) • Kukës (16719) • Malzi (3072) • Shishtavec (3835) • Shtiqën (3438) • Surroj (1099) • Tërthore (2959) • Topojan (1753) • Ujmisht (1797) • Zapod (2217).
De gemeente wordt verder ingedeeld in 89 plaatsen: Aliaj, Arrën, Arrëz, Bardhoc 1, Bardhoc 2, Barrë, Barruç, Bele, Bicaj, Borje, Breg-Lumë, Brekije, Bushat, Bushtricë, Buzëmadhe, Çajë, Çam, Cërnalevë, Çinamak, Domaj, Drinas, Dukagjin, Fshat, Fusharë, Gabricë, Gdheshte, Gështejë, Gjallicë, Gjegjan, Gjegje, Gostil, Gurrë, Kalimash, Kalis, Koder Lume, Kodër-Gështejë, Kolesjan, Kollovoz, Kolsh, Kosharisht, Krenze, Kryemadh, Kukës, Lojmë, Lusën, Malqene, Mamëz, Matranxh, Mgulle, Mholaj, Morinë, Mustafaj, Myç-Mamëz, Nangë, Nimçë, Novosej, Orçikël, Oreshkë, Orgjost, Osmane, Pakisht, Palush, Petkaj, Pistë, Pobreg, Pralisht, Resk, Shëmri, Shikaj, Shishtavec, Shkinak, Shpat, Shtanë, Shtiqën, Shtrezë, Skavicë, Spas, Surroj, Tejdrine, Tejmollë, Tërshenë, Topojan, Turaj, Ujmisht, Vërrij, Vilë, Xhaferraj, Zallë, Zapod.

## Sport
Voetbalclub KF Kukësi werd opgericht in 1930 en speelt in de Kategoria Superiore, de hoogste klasse in het Albanese voetbal. De thuiswedstrijden worden afgewerkt in het Stadiumi Zeqir Ymeri, dat sinds een renovatie in 2012 plaats biedt aan 5000 toeschouwers. In 2010-2012 speelde het team nog in de Kategoria e Dytë (derde klasse), maar toen het daar kampioen werd en in het seizoen daarop tweede in de Kategoria e Parë of tweede klasse, kon het doorstoten naar de hoogste divisie. KF Kukësi werd in het seizoen 2016/2017 voor het eerst landskampioen van Albanië.

## Bezienswaardigheden
In de stad ligt een voormalig luxe hotel, met prachtig uitzicht op de Drin. Het diende voor de geprivilegeerden onder het communistisch regime, maar na de val van dit regime werden het interieur vernietigd. Het stadje heeft verder een monument dat herinnert aan een massamoord uit de balkanoorlogen (1912-1913) en een volkenkundig museum dat grenst aan het monument voor de gevluchte Kosovaren gedurende de Kosovo-oorlog.
Verder is het mogelijk bergwandelingen te maken, zoals naar de nabij gelegen berg Gjallica, de hoogste berg in deze regio (2489 m. hoog), of in het nationale park bij Valbonë, te bereiken via Bajram Curri. Ook nabij is het Komanmeer.

## Geboren
- Sahit Prizreni (1983), worstelaar
- Herciana Matmuja (1990), zangeres

Belsh · Berat · Bulqizë · Cërrik · Delvinë · Devoll · Dibër · Dimal · Divjakë · Dropull · Durrës · Elbasan · Fier · Finiq · Fushë-Arrëz · Gjirokastër · Gramsh · Has · Himarë · Kamëz · Kavajë · Këlcyrë · Klos · Kolonjë · Konispol · Korçë · Krujë · Kuçovë  · Kukës · Kurbin · Lezhë · Libohovë · Librazhd · Lushnjë · Malësi e Madhe · Maliq · Mallakastër · Mat · Memaliaj · Mirditë · Patos · Peqin  · Përmet · Pogradec · Poliçan · Prrenjas · Pukë · Pustec · Roskovec · Rrogozhinë · Sarandë · Selenicë · Shijak · Shkodër · Skrapar · Tepelenë · Tirana · Tropojë · Vau i Dejës · Vlorë · Vorë

Deelgemeenten · Gemeenten · Prefecturen